# Cyber Zoo
De Cyber Zoo is een onderzoeks- en testlaboratorium voor vliegende en lopende zwermrobots. Het lab werd op 5 maart 2014 opgericht door de Technische Universiteit Delft
De officiële opening gebeurde door rector Karel Luyben.

Cyber Zoo is een initiatief van het TU Delft Robotics Institute.

## Ontstaan
Het project werd op poten gezet door Chris Verhoeven, Guido de Kroon en Robert Babuska. Natuurlijk werken ook vele studenten iedere dag om de Cyber Zoo te verbeteren en de robots te optimaliseren.

## Projecten
De vliegende libelle-robot DelFly en de lopende zespotige robot Zebro zijn de twee belangrijkste robots van het laboratorium.

### Zebro
Zebro bezit een speciale software die zelfstandig loopgedrag genereert op alle mogelijke ondergronden. Doordat de aansturing van de benen intelligent reageert op verstoringen of moeilijkheden kan de robot zich stabiel en efficiënt blijven voortbewegen. Van deze robot bestaan twee versies: een vierpotige en een zespotige. De robot is een verbeterde versie van een Amerikaanse robot genaamd Rhex. Deze werd ontwikkeld in een groot Amerikaans samenwerkingsproject met verschillende universiteiten, waaronder de University of Michigan.
De Zebro kan:
- Lopen op redelijk vlak en natuurlijk terrein met een snelheid van rond de 2,25 m/s (8 kilometer per uur)
- Trappen klimmen
- Hellingen tot 45 graden beklimmen
- Over hindernissen lopen tot 20 cm hoog
- Continu 45 minuten efficiënt lopen (ongeveer vijf kilometer)
- Succesvol oversteken van zwaar terrein met grote rotsen en obstakels
- Ondersteboven lopen
- Zichzelf omkeren (wanneer ondersteboven)
- Springen over greppels tot 30 cm breed

### Delfly
In 2005 begon een groep studenten aan de Delfly.
Dit is een op afstand bestuurbare robotlibelle gemaakt uit ijzerdraad en piepschuim. De Delfly heeft een motortje en een camera aan boord.
Sinds de eerste versie van de Delfly zijn er meerdere aanpassingen gemaakt. De minidrone haalde in 2009 het Guinness Book of records als ‘het kleinste vliegtuig ter wereld met een camera aan boord’.
De camera aan boord van de Delfly weegt vier gram.
De Delfly kan:
- Autonoom vliegen
- Negen minuten aan een stuk vliegen
- Tijdens het vliegen zelfstandig obstakels ontwijken
- Voorwerpen opsporen en aanwijzen

## Doel
De Zebro en de Delfly werken er samen om zonder hulp van mensen allerlei taken en opdrachten uit te voeren in verschillende omgevingen.Een andere uitdaging voor het Robotics Institute is het bereiken van een goeie samenwerking tussen robots en mensen in allerlei verschillende situaties.

## Opstelling
Het lab zelf is tien bij tien meter groot en wordt omringd door een zeven meter hoog net.
De grond van het lab is bedekt met zand, rotsen en andere obstakels. Helemaal boven in het lab hangen twaalf hightech camera’s. Het is de bedoeling dat dit er in de toekomst 24 worden. Elk van die camera’s is in staat een infrarood lampje te laten schijnen op een robot. Om precies te zijn op een wit bolletje dat op die robot is geplakt en dat het licht richting camera reflecteert. Zo wordt duidelijk waar de robot zich bevindt en geweest is. Hiermee kunnen voor het eerst 3D-simulaties worden gemaakt van de robotinteracties. Nu kunnen onderzoekers op hun beurt analyseren hoe de verschillende robots bewegen en samenwerken. Dat laatste blijkt om verschillende redenen zeer complex.

## Samenwerking tussen Zebro en Delfly
In het lab vliegt boven de Zebro een Delfly die op zijn grote neef probeert te landen. Professor Verhoeven hoopt dat de Delfly als een soort muskiet energie kan zuigen uit de Zebro. Dit omdat die veel batterijen en dus meer energie kan meenemen. Zo kan een zwerm van Zebro’s altijd een zwerm van Delfly’s in de lucht houden en moeten de Delfly’s niet steeds naar een speciaal laadpunt vliegen om zichzelf op te laden. Zo kunnen de kleine robots grotere afstanden afleggen.